# 羅伯特·布列松
羅伯特·布列松（Robert Bresson，1901年9月25日—1999年12月18日）是一位法國電影導演，出生於多姆山省布羅蒙拉莫特，不屬於任何運動、無法歸類的導演，但對於電影發展有著相當重要的影響。

## 生平
羅伯特‧布列松早年曾學習繪畫，二次大戰時成為戰俘一年，其間接觸了電影膠卷，引發其對電影之興趣。
1943年執導第一部長片《罪惡天使》。1951年以電影《鄉村牧師日記》揚威威尼斯影展；1957年以《死囚越獄》獲得坎城影展最佳導演獎。1962年以《聖女貞德的審判》獲得坎城影展評審團獎。1977年以電影《很可能是魔鬼》獲得柏林影展評審團大獎銀熊獎。1983年以電影《錢》再度獲得坎城影展最佳導演獎。1989年獲頒威尼斯影展榮譽金獅獎。
布列松和某些著名的劇作家合作，並改編了一些文學作品：讓-皮埃爾·吉侯杜（1943）、尚·考克多（1944）、喬治·貝爾納諾斯（Mouchette，1967）、杜斯妥也夫斯基、托爾斯泰等。
由於對前兩部電影中女主角的失望，自電影《鄉村牧師日記》開始，大量啓用非職業演員。非職業演員不該演出過任何電影、戲劇，避免觀眾先入為主的想法。他認為詮釋不應是一種劇場式的表演，而只是單純傳達導演意圖的行動，並避免過於戲劇化的表現和表情。
1975年出版電影理論書集《電影書寫札記》(Robert Bresson, Notes sur le cinématographe, Paris, Gallimard, 1975)。 
在「作者電影」（Cinéma d'auteur）中，影片被視為導演的藝術創作品，而不只是為了娛樂觀眾，這與布列松的想法不謀而合。使他影響到「新浪潮」運動後的「作者電影」導演。

## 作品
- 1943年：《罪惡天使》（Les Anges du péché）
- 1945年：《布隆尼森林的貴婦》（Les Dames du bois de Boulogne）
- 1951年：《鄉村牧師日記（法语：Journal d'un curé de campagne (film)）》（Journal d'un curé de campagne；改編自法國作家喬治·貝爾納諾斯的同名小說）
- 1956年：《死囚逃生記》（Un condamné à mort s'est échappé）
- 1959年：《扒手（法语：Pickpocket (film)）》（Pickpocket）
- 1962年：《聖女貞德的審判（法语：Procès de Jeanne d'Arc (film)）》（Procès de Jeanne d'Arc）
- 1966年：《驢子巴達薩》（Au hasard Balthazar）
- 1967年：《慕雪特（法语：Mouchette (film)）》（Mouchette）
- 1969年：《溫柔女子（法语：Une femme douce (film, 1969)）》（Une femme douce；改編自杜斯妥也夫斯基的同名小說）
- 1971年：《夢想者四夜》（Quatre Nuits d'un rêveur；改編自杜斯妥也夫斯基的小說《白夜》）
- 1974年：《武士蘭士諾（法语：Lancelot du Lac (film)）》（Lancelot du Lac）
- 1977年：《很可能是魔鬼》（Le Diable probablement）
- 1983年：《錢（法语：L'Argent (film, 1983)）》（L'Argent；改編自托爾斯泰的短篇小說《僞鈔》）

## 獎項
| 年份 | 頒獎單位         | 獎項             | 入圍者             | 結果 |
| ---- | ---------------- | ---------------- | ------------------ | ---- |
| 1951 | 第12屆威尼斯影展 | 金獅獎           | 《鄉村牧師日記》   | 提名 |
| 1951 | 第12屆威尼斯影展 | 國際獎           | 《鄉村牧師日記》   | 獲獎 |
| 1957 | 第10屆坎城影展   | 金棕櫚獎         | 《死囚逃生記》     | 提名 |
| 1957 | 第10屆坎城影展   | 最佳導演獎       | 《死囚逃生記》     | 獲獎 |
| 1960 | 第10屆柏林影展   | 金熊獎           | 《扒手》           | 提名 |
| 1962 | 第15屆坎城影展   | 金棕櫚獎         | 《聖女貞德的審判》 | 提名 |
| 1962 | 第15屆坎城影展   | 評審團獎         | 《聖女貞德的審判》 | 獲獎 |
| 1966 | 第27屆威尼斯影展 | 金獅獎           | 《驢子巴達薩》     | 提名 |
| 1967 | 第20屆坎城影展   | 金棕櫚獎         | 《慕雪特》         | 提名 |
| 1971 | 第21屆柏林影展   | 金熊獎           | 《夢想者四夜》     | 提名 |
| 1974 | 第27屆坎城影展   | 費比西獎         | 《武士蘭士諾》     | 獲獎 |
| 1977 | 第27屆柏林影展   | 金熊獎           | 《很可能是魔鬼》   | 提名 |
| 1977 | 第27屆柏林影展   | 評審團大獎銀熊獎 | 《很可能是魔鬼》   | 獲獎 |
| 1983 | 第36屆坎城影展   | 金棕櫚獎         | 《錢》             | 提名 |
| 1983 | 第36屆坎城影展   | 最佳導演獎       | 《錢》             | 獲獎 |
| 1989 | 第46屆威尼斯影展 | 榮譽金獅獎       | 不適用             | 獲獎 |

## 外部連結
- Robert Bresson在互联网电影资料库（IMDb）上的資料（英文）
- Robert-Bresson.com: A comprehensive, fairly up-to-date internet resource dedicated to Bresson's films （页面存档备份，存于）

1. ↑  Carole Robert. . INA. 2005  [2021-05-08]. （原始内容存档于2021-08-02） （法语）.